# Cúp bóng đá Ukraina 2000–01
Cúp bóng đá Ukraina 2000–01 là mùa giải thứ 10 của giải đấu bóng đá loại trực tiếp hàng năm ở Ukraina. Đội vô địch là Shakhtar Donetsk, đánh bại CSKA Kyiv trong trận Chung kết.

## Ngày thi đấu và bốc thăm
Tất cả các lễ bốc thăm đều diễn ra ở trụ sở FFU (Building of Football) ở Kiev.
| Vòng đấu    | Ngày bốc thăm                                   | Ngày thi đấu                                    |
| ----------- | ----------------------------------------------- | ----------------------------------------------- |
| Vòng 32 đội | ?                                               | 16–19 tháng 9 năm 2000                          |
| Vòng 16 đội | ?                                               | 23 tháng 9 năm 2000                             |
| Tứ kết      | ?                                               | 2 tháng 11 năm 2000                             |
| Bán kết     | ?                                               | 11 tháng 4 năm 2001                             |
| Chung kết   | 27 tháng 5 năm 2001 tại NSC "Olimpiyskiy", Kiev | 27 tháng 5 năm 2001 tại NSC "Olimpiyskiy", Kiev |

## Lịch thi đấu

### Vòng Một
Ba trận đấu đầu tiên diễn ra vào ngày 16 tháng 9 năm 2000 (Oleksandriya, Sumy, Zolochiv), trong khi đa số các trận còn lại diễn ra ngày 17 tháng Chín. Và trận đấu ở Chernivstsi diễn ra ngày 18 tháng Chín và ở Zhytomyr – ngày 19 tháng Chín.
| Polihraftekhnika Oleksandriya | 0 – 3 | Shakhtar Donetsk      |                                            |
| Spartak Sumy                  | 0 – 0 | Dynamo Kyiv           | penalty kicks 4:2 (Avanhard Stadium, Sumy) |
| Sokil Zolochiv                | 2 – 1 | Stal Alchevsk         | diễn ra trên sân Sokil Stadium ở Lviv      |
| Zakarpattia Uzhhorod          | +: –  | Tytan Armyansk        | Tytan refused to participate               |
| Chornomorets Odessa           | 3 – 1 | Karpaty Lviv          |                                            |
| FC Cherkasy                   | 0 – 1 | Nyva Ternopil         |                                            |
| Metalurh Nikopol              | 1 – 3 | Dnipro Dnipropetrovsk |                                            |
| FC Lviv                       | 0 – 0 | FC Vinnytsia          | penalty kicks 3:1                          |
| Prykarpattia Ivano-Frankivsk  | 1 – 3 | Metalurh Zaporizhia   |                                            |
| Zirka Kirovohrad              | 1 – 2 | Metalurh Donetsk      | hiệp phụ                                   |
| SC Mykolaiv                   | 0 – 3 | Tavriya Simferopol    |                                            |
| Borysfen Boryspil             | 1 – 2 | CSKA Kyiv             |                                            |
| Mashynobudivnyk Druzhkivka    | 1 – 1 | Metalist Kharkiv      | penalty kicks 4:5                          |
| Metalurh Mariupol             | 3 – 2 | Volyn Lutsk           | Played on Azovstal Stadium ở Mariupol      |
| Bukovyna Chernivtsi           | 0 – 1 | Kryvbas Kryvyi Rih    |                                            |
| Polissya Zhytomyr             | 2 – 1 | Vorskla Poltava       |                                            |

Ghi chú:

### Vòng Hai
Tất cả các trận đấu diễn ra ngày 23 tháng 9 năm 2000.
| FC Lviv               | 2 – 0 | Chornomorets Odessa | diễn ra trên sân SKA Stadium ở Lviv            |
| Dnipro Dnipropetrovsk | 3 – 1 | Metalurh Zaporizhia | sau hiệp phụ (Meteor Stadium ở Dnipropetrovsk) |
| Spartak Sumy          | 3 – 2 | Tavriya Simferopol  | diễn ra trên sân Avanhard Stadium ở Sumy       |
| Metalist Kharkiv      | 0 – 2 | Kryvbas Kryvyi Rih  |                                                |
| CSKA Kyiv             | 2 – 0 | Nyva Ternopil       | diễn ra trên sân CSK ZSU Stadium ở Kiev        |
| Sokil Zolochiv        | 0 – 2 | Metalurh Mariupol   | diễn ra trên sân Sokil Stadium ở Lviv          |
| Zakarpattia Uzhhorod  | 1 – 2 | Shakhtar Donetsk    |                                                |
| Polissya Zhytomyr     | 0 – 1 | Metalurh Donetsk    |                                                |

### Tứ kết
Tất cả các trận đấu diễn ra vào ngày 2 tháng 11 năm 2000.
| Metalurh Donetsk      | 0 – 2 | Metalurh Mariupol | diễn ra trên sân 125th DMZ Anniversary Stadium ở Donetsk |
| Spartak Sumy          | 1 – 4 | CSKA Kyiv         | diễn ra trên sân Avanhard Stadium ở Sumy                 |
| Dnipro Dnipropetrovsk | 1 – 0 | FC Lviv           | diễn ra trên sân Meteor Stadium ở Dnipropetrovsk         |
| Kryvbas Kryvyi Rih    | 1 – 5 | Shakhtar Donetsk  | sau hiệp phụ                                             |

Ghi chú:

### Bán kết
Tất cả các trận đấu diễn ra vào ngày 11 tháng 4 năm 2001.
| Metalurh Mariupol | 1 – 2 | Shakhtar Donetsk      | diễn ra trên sân Azovstal Stadium ở Mariupol |
| CSKA Kyiv         | 3 – 1 | Dnipro Dnipropetrovsk | sau hiệp phụ (CSKA Stadium ở Kiev)           |

Ghi chú:

### Chung kết
Trận Chung kết diễn ra trên sân NSC Olimpiysky ngày 27 tháng 5 năm 2001 ở Kiev.
| CSKA Kyiv | 1:2 | Shakhtar Donetsk | sau hiệp phụ |